# Koszary (Radom)
Pour les articles homonymes, voir Koszary.
Koszary (prononciation : [kɔˈʂarɨ]) est un village polonais de la gmina d'Iłża dans le powiat de Radom de la voïvodie de Mazovie dans le centre-est de la Pologne.
Il se situe à environ 6 kilomètres au sud d'Iłża (siège de la gmina), 2 kilomètres au sud de Radom (siège de le powiat) et à 124 kilomètres au sud de Varsovie (capitale de la Pologne).

## Histoire
De 1975 à 1998, le village appartenait administrativement à la voïvodie de Radom.